# Psectrocladius borealis
Psectrocladius borealis är en tvåvingeart som beskrevs av Jean-Jacques Kieffer och August Friedrich Thienemann 1919. Psectrocladius borealis ingår i släktet Psectrocladius och familjen fjädermyggor. Arten har ej påträffats i Sverige. Inga underarter finns listade i Catalogue of Life.